# Canal Superior de Sohag
El canal Superior de Sohag (Upper Sohag) és una obra per al reg al Panjab (Pakistan), un dels canals d'inundació de l'Alt Sutlej, que agafa l'aigua del riu Sutlej al districte de Lahore prop de Mokhal i avança en direcció a l'oest. El canal està sec quan el Sutlej porta poca aigua, però porta aigua de l'abril a l'octubre i especialment del juliol al setembre al temps de les pluges.
El 1827 el sardar Govind Singh de Mokhal, un gran terratinent, va obligar la població a reparar el canal, la qual cosa es va fer pel sistema de treballs forçats; al cap d'uns anys es va deixar d'utilitzar. El 1855 el coronel Anderson el va connectar amb el Sutlej que ja tradicionalment li facilitava bona part de l'aigua i el va posar altre cop en servei.